# 올림픽 보스니아 헤르체고비나 선수단
올림픽 보스니아 헤르체고비나 선수단은 보스니아 헤르체고비나를 대표하여 올림픽에 참가하는 선수단이다. 보스니아 헤르체고비나는 1992년 처음으로 자국 국기를 달고 하계 올림픽에 선수들을 파견했다. 보스니아 선수들은 유고슬라비아가 해체될 때까지 유고슬라비아 국기를 사용하여 경기에 참가했다. 알바니아, 안도라, 몰타, 모나코와 함께 보스니아 헤르체고비나는 현재 올림픽 메달을 획득한 적이 없는 유럽 국가 5개 국가 중 하나이다.
보스니아 헤르체고비나 올림픽 위원회는 1992년에 결성되어 1993년에 승인을 받았다.

## 참고 자료
- “보스니아 헤르체고비나”. 국제 올림픽 위원회.
- “보스니아 헤르체고비나”. Sports-Reference.com. 2016년 3월 4일에 원본 문서에서 보존된 문서.